# دوشاب بج
دوشاب بج یا دوشاب برنج یکی از شیرینی‌های محلی در استان گیلان است. زمان مصرف دوشاب بج معمولاً فصل زمستان است. برای تهیه دوشاب دانه‌های انگور در یک دیگ بزرگ ریخته و پخته می‌شود. پوست و هسته انگور به وسیلهٔ صافی جدا می‌شود سپس آب انگور جوشانده شده تا قوام بیاید و غلیظ شود. این شیرهٔ انگور «دوشاب» نامیده می‌شود.
مواد این شیرینی را برنج خوب شمال، دوشاب، مغز گردوی نیم کوب شده، گلاب،  مغز هل کوبیده و مغز پسته چرخ کرده در صورت تمایل تشکیل می‌دهد. شکل ظاهری این شیرینی لوزی یا چهار گوش است.